# Бригадмил
Бригадмил (сокращение от Бригады содействия милиции) — общественные организации в СССР, оказывавшие помощь милиции в охране общественного порядка.
Созданы в соответствии с Постановлением «О реорганизации обществ БРМДБ содействия органам милиции и уголовного розыска в бригады содействия милиции» от 29 апреля 1932 года.

## История
Одним из первых случаев привлечения добровольцев для оказания помощи органам милиции имел место в 1926 году в Ленинграде (приказ начальника милиции Ленинграда № 120 за 1926 год), в соответствии с которым на ряде промышленных предприятий и в учреждениях города были созданы комиссии общественного порядка (КОП), в дальнейшем, в 1927 году в городе действовали 240 комиссий, объединявших 2300 активистов. Комиссии оказали значительную помощь в работе с пьяницами и борьбе с хулиганством. К концу 1929 года в городе действовало 589 комиссий.
В 1927 году НКВД СССР была утверждена "Инструкция о порядке назначения и деятельности сельских исполнителей", которая определяла права и обязанности помощников милиции в сельской местности. На сельских исполнителей были возложены следующие функции:
- оказание помощи органам милиции в поддержании общественного порядка и борьбе с уголовной преступностью;
- при обнаружении преступления - охрана места происшествия до прибытия сотрудников милиции;
- сопровождение арестованных и задержанных до ближайшего органа милиции;
- сообщение органам милиции и сельскому Совету о появлении в деревне уголовных преступников, подозрительных лиц и дезертиров, хранении и сбыте самогона;
- содействие должностным лицам при исполнении ими своих обязанностей;
- наблюдение за порядком на ярмарках и базарах;
- наблюдение за чистотой и санитарным состоянием селения и исправностью дорог;
- сообщение в сельсовет о всех случаях появления в селении эпидемии или эпизоотии;
- оказание помощи больным, пострадавшим от преступления, стихийного бедствия или несчастного случая, а также другим лицам, которые нуждаются в помощи;
- получение и отправка почты своего сельсовета в случае, если сельсовет не имеет своего почтальона или письмоносца;
- объявление гражданам обо всех распоряжениях органов власти путём оповещения на сходах, съездах и собраниях, а также путём вывешивания распоряжений и собраний в специально отведённых для этого местах.

В 1929 году было разработано Положение об обществах содействия милиции, в соответствии с которым на предприятиях и учреждениях были созданы общества содействия милиции (осодмил). В осодмил могли вступить граждане СССР, достигшие 18 лет.
Осодмил находился в подчинении исполкомов местных Советов, с целью повысить эффективность работы дружинников было принято решение о их реформировании. 29 апреля 1932 года СНК РСФСР принял Постановление о реорганизации обществ содействия милиции в бригады содействия милиции (бригадмил), которые создавались при отделениях милиции.
В дальнейшем, была выпущена "Инструкция по организации бригад содействия рабоче-крестьянской милиции", которая определила порядок создания и основные задачи бригад содействия милиции:
- содействие органам милиции при выполнении возложенных на них обязанностей в борьбе с преступностью, охране общественного порядка и общественной безопасности, борьбе с нарушениями законов и хулиганством;
- помощь и содействие в работе по благоустройству и чистоте городов;
- помощь и содействие органам милиции в организации предупредительных мероприятий по охране социалистической собственности.

В бригады содействия милиции принимались граждане СССР, достигшие 18 лет, по рекомендации партийных, комсомольских, профсоюзных, других общественных организаций.
В 1933 году была организована обязательная учёба членов бригад содействия милиции и совместителей.
По состоянию на начало 1941 года, в рядах Бригадмил насчитывалось до 400 тыс. помощников милиции.
Бригады содействия милиции просуществовали до 1958 года.

### Результативность
Бригады содействия милиции внесли значительный вклад в противодействие преступности. Известны случаи высокорезультативной работы, героизма и самопожертвования, проявленные бригадмильцами, а также случаи задержании ими опасных преступников и рецидивистов:
- одним из десяти наиболее заслуженных помощников милиции Ленинграда являлся А. В. Маркевич (по профессии — пожарный фабрики «Древмебель»), в период с 1926 по 1937 год задержавший несколько десятков преступников. В 1930 году он участвовал в задержании вооружённой банды налётчиков, был ранен в перестрелке, но не отступил; в 1932 году задержал вора-рецидивиста, несмотря на полученное ножевое ранение; в 1933 и 1934 году был ранен ещё два раза, но после выздоровления продолжал работать[11];
- летом 1932 года в Ленинграде безоружный бригадмилец А. Богданов (по профессии — спортсмен-бегун) вступил в рукопашную схватку и задержал опасного вора-рецидивиста[8];